# Маги (Мисисипи)
Маги (енгл. Magee) град је у америчкој савезној држави Мисисипи.

## Демографија
По попису из 2010. године број становника је 4.408, што је 208 (5,0%) становника више него 2000. године.
| Група             | 2000.         | 2010.         |
| Белци             | 2.603 (62,0%) | 2.036 (46,2%) |
| Афроамериканци    | 1.423 (33,9%) | 2.063 (46,8%) |
| Азијати           | 11 (0,3%)     | 53 (1,2%)     |
| Хиспаноамериканци | 152 (3,6%)    | 201 (4,6%)    |
| Укупно            | 4.200         | 4.408         |